# Dvoperjaničar
Dvoperjaničar (znanstveno ime Bispira volutacornis) je vrsta črvov cevkarjev, ki je razširjena v vodah od severovzhodnega Atlantika in Severnega morja ter Rokavskega preliva pa vse do Sredozemskega morja. Najdemo ga tudi v Jadranu. 

## Opis
Doseže velikost do 12 cm, živi pa v čokatem, kožnatem tulcu sive barve. Škržna rozeta je oranžne do rjavooranžne barve, dolga in gosta ter razcepljena na dve enaki polovici, po čemer je vrsta dobila slovensko ime. Premer rozete je okoli 1 cm.
Običajno živi posamezno, redkeje v manjših skupinah v obrežnem fitalnem pasu trdega ali sekundarno trdega dna.